# Попень (Джордже-Енеску, Ботошань)
Попень, Попені (рум. Popeni) — село у повіті Ботошані в Румунії. Входить до складу комуни Джордже-Енеску.
Село розташоване на відстані 399 км на північ від Бухареста, 34 км на північний захід від Ботошань, 128 км на північний захід від Ясс.

## Населення
За даними перепису населення 2002 року у селі проживали 534 особи, усі — румуни. Усі жителі села рідною мовою назвали румунську.